# Loïc Bettendorff
Loïc Bettendorff (født 28. april 2001) er en cykelrytter fra Luxembourg, der er på kontrakt hos Hrinkow Advarics.
I januar 2022 blev han luxembourgsk elitemester i cykelcross, og han har vundet de nationale mesterskaber i MTB flere gange.